# Rocco Hunt
Rocco Pagliarulo (Salerno, 21 de noviembre de 1994), más conocido como Rocco Hunt, es un rapero italiano. Fue ganador del Festival de San Remo 2014 en la sección "Nueva propuesta" con el sencillo Nu juorno buen, siendo también ganador de los premios Emanuele Luzzati y Assomusica.

## Trayectoria artística
Nacido y crecido en Salerno, en el barrio de Pastena, a la edad de once años Pagliarulo hace sus primeros pasos en el mundo del hip hop, participando en varias jam y carreras de freestyle. En 2010, bajo el seudónimo Hunt MC, publicó su primer mixtape A' music es speranz a través del sello independiente Dint Recordz.
En 2011 cambia su seudónimo por el de Rocco Hunt y pública bajo el sello Honiro Label Spiraglio de periferia, mixtape con el que logró colaboraciones con artistas como Clementino y 'Ntò, y con el cual obtuvo un buen éxito en la escena hip hop underground italiana, sobre todo gracias al videoclip de la canción O' mar 'e o' sole (en colaboración con Clementino), continuando con su siguiente éxito Spiraglio di periferia, el cual obtuvo una versión Deluxe en 2012.
En el 2013 el rapero firma con el sello discográfico Sony Music y pública Poeta urbano, primer álbum oficial producido en conjunto con Fabio Musta, Shablo y Fritz da Cat y anticipado por los sencillos Io posso y Fammi vivere, publicados respectivamente el 14 de junio y el 21 de junio de aquel año. Del álbum proviene también la canción L' ammore overo, publicada el 27 de septiembre.
En el 2014 participa en la 64.ª edición del Festival de Sanremo y vence en la sección "Nuevas propuestas" con la canción Nu juorno buono (primera victoria de una canción de rap en la historia de las "Nuevas propuestas" del Festival). El 17 de febrero de 2014 Nu juorno buono fue publicado en iTunes Store como parte del segundo álbum en estudio, titulado 'A verità y publicado el 25 de marzo de 2014. El álbum ha visto la participación de los raperos Clementino, Noyz Narcos, Ensi, Gemitaiz, MadMan y Nitro y de los cantautores Federico Zampaglione, Eros Ramazzotti y Enzo Avitabile.
El 1 de marzo de 2014 fue premiado, a nombre de la ciudad y del alcalde Vincenzo De Luca en la plaza Amendola de Salerno, donde el rapero aprovechó la ocasión para hacer un concierto. El 9 de mayo, el álbum fue certificado como disco de oro de la FIMI.
El 15 de octubre del 2014 el rapero anunció la reedición del álbum, denominada A verità 2.0 y publicada el 4 de noviembre del mismo año. Para anticipar la reedición salió el sencillo Ho scelto me, publicado el 17 de octubre. El 18 del mismo mes participó en calidad de Bailarín en una noche del talent show Bailando con las estrellas.
El 5 de mayo del 2015 salió el álbum Ora o mai più del productor italiano Don Joe. El 25 septiembre del mismo año salió Bella Lucio!, álbum tributo a Lucio Dalla que contiene, entre otros, también la canción de Rocco Hunt Una lágrima.
El 4 de septiembre de 2015 Rocco Hunt crea el sencillo Vene e vvà, para anticipar la salida del tercer álbum en estudio, en el que participan artistas como Clementino y Enzo Avitabile. Titulado SignorHunt, este ha sido publicado el 23 de octubre y se publicó el videoclip el 9 del mismo mes.
El fomento del álbum siguió con la publicación del sencillo Se mi chiami, publicado el 20 de noviembre de 2015 e hizo un dúo con Neffa.
El 13 de diciembre de 2015 anunció su participación en la 66.ª edición del Festival de Sanremo en la sección "Campeones" con el sencillo Wake Up, que ocupó el noveno puesto en la última noche del evento. El sencillo, publicado el 10 de febrero de 2016, anticipó el relanzamiento de SignorHunt, llamado SignorHunt - Wake Up Edition, lanzado el 4 de marzo e incluye un segundo CD que contiene nueve pistas inéditas. El 16 de septiembre se publicó un sencillo llamado Stella cadente, creado con la colaboración de Annalisa. En 2016, su canción Sto bene così apareció en la banda sonora del videojuego de Electronic Arts, FIFA 17.
El 28 de abril de 2017, Rocco Hunt presentó el sencillo Kevvuo', acompañado de su videoclip; dos meses después fue el turno de un segundo sencillo, Niente da bere, seguido de Invece no, una canción en la que criticó al cantante Francesco Gabbani.
El 23 de noviembre de 2018, el sencillo Tutte 'e parole se distribuyó para descarga digital, en el que el rapero Campania vuelve a cantar en dialecto. El 29 de noviembre fue publicado su videoclip, siendo producido en formato vertical para una visión óptima en teléfonos inteligentes.
En noviembre de 2021 lanza su cuarto disco llamado Rivoluzione, el cual incluye colaboraciones con diversos artistas italianos, como Fabri Fibra y Carl Brave, así como la española Ana Mena. Además, en ese año, A un Passo Dalla Luna y varias canciones suyas lograron ser disco de platino y de oro, lo que refleja su éxito en la escena musical italiana y europea. En febrero de 2022 se presentó nuevamente en el Festival de Sanremo, realizado covers de diferentes canciones italianas, junto a Ana Mena.
A partir de 2022 empieza a publicar discos sencillos, el primero fue Caramello, junto a Elettra Lamborghini y Lola Índigo, luego publicó A' vita senz' e te (Me fà paura), en 2023 aparece Non litighiamo più y en 2024 Musica italiana. En 2025 participa de nuevo en el Festival de Sanremo con el tema Mille vote ancora cantada en napolitano e italiano, en el apartado de versiones cantó a dúo con Clementino: Yes I Know My Way, a lo que siguió una doble cita en Reggia di Caserta y en el Forum de Milán con el título Ragazzo di giù.

## Discografía
Como mixtapes
- 2012 – Spiraglio di periferia
- 2013 – Poeta urbano

Como discos
- 2014 – 'A verità
- 2015 – SignorHunt
- 2019 – Libertà
- 2021 - Rivoluzione

## Filmografía
- Zeta, dirigida por Cosimo Alemà (2016)
- Los profesores vienen, dirigida por Iván Silvestrini (2018)